# Zwitserse Bondsraadsverkiezingen juli 1857
De Zwitserse Bondsraadsverkiezingen van juli 1857 vonden plaats op 30 juli 1857, volgend op het overlijden van het zittende Bondsraadslid Stefano Franscini op 19 juli 1857.
Giovanni Battista Pioda werd als nieuw lid van de Bondsraad verkozen.

## Verloop van de verkiezingen
Stefano Franscini, het enige Italiaanstalige Bondsraadslid, overleed op 19 juli 1857 in Bern op 60-jarige leeftijd. Een jaar eerder waren zijn collega's Martin Josef Munzinger en Daniel-Henri Druey ook al in functie overleden, waarmee hij het derde Bondsraadslid was dat overleed in anderhalf jaar.
Tegen het einde van de maand, op 30 juli 1857, kwam de Bondsvergadering samen om een opvolger voor Franscini te benoemen. Giovanni Battista Pioda uit het kanton Ticino, op dat moment lid van de Nationale Raad en voormalig voorzitter van die kamer, werd reeds in de eerste stemronde verkozen als Bondsraadslid. De verkiezing van in de eerste stemronde was echter zeer nipt. Met 64 op 127 geldige stemmen wist hij op de valreep de vereiste absolute meerderheid te behalen.
Gezien de overleden Franscini de enige vertegenwoordiger in de Bondsraad was van de Italiaanstalige minderheid in Zwitserland, was het waarschijnlijk dat ter zijner vervanging een nieuwe Italiaanstalige zou worden verkozen. Ook de tweede kandidaat, Sebastiano Beroldingen, was een Italiaanstalige uit Ticino.

## Resultaten
| Kandidaten                | Kandidaten                | 1e ronde |
| ------------------------- | ------------------------- | -------- |
|                           | Giovanni Battista Pioda   | 64       |
|                           | Sebastiano Beroldingen    | 13       |
|                           | Joseph-Hyacinthe Barman   | 10       |
| Andere                    | Andere                    | 10       |
| Uitgedeelde stembiljetten | Uitgedeelde stembiljetten | 130      |
| Ingevulde stembiljetten   | Ingevulde stembiljetten   | 127      |
| Blancostemmen             | Blancostemmen             | 0        |
| Ongeldige stemmen         | Ongeldige stemmen         | 0        |
| Geldige stemmen           | Geldige stemmen           | 127      |
| Absolute meerderheid      | Absolute meerderheid      | 64       |